# Chodków Nowy
Chodków Nowy (1968–2000 Nowy Chodków} – wieś w Polsce położona w województwie świętokrzyskim, w powiecie sandomierskim, w gminie Łoniów.
W latach 1973–76 w gminie Baranów Sandomierski, w latach 1977–82 w gminie Koprzywnica.
W latach 1975–1998 miejscowość administracyjnie należała do województwa tarnobrzeskiego.
Miejscowa ludność katolicka przynależy do Parafii św. Józefa w Chodkowie Nowym.

## Historia
W 1864 r. dzierżawca Chodkowa ufundował murowaną kaplicę. Po II wojnie światowej mieszkańcy podjęli starania o pozwolenie na budowę większej świątyni. Kilkuletnie, bezskuteczne próby skłoniły księży z Łoniowa do rozbudowy istniejącej kaplicy. Dobudówka powstała 31 stycznia 1970 r. Służby bezpieczeństwa wydały nakaz rozbiórki. Spowodowało to bunt wśród mieszkańców i 3 marca 1970 r. milicyjną „pacyfikację” wioski. Budowę kościoła, według projektu S. Preussa, udało się rozpocząć w 1974 r. Ukończono ją dwa lata później. W 1981 r. w Chodkowie erygowano parafię pw. św. Józefa.

## Zabytki
- Kaplica z 1864 r. Znajduje się przy skrzyżowaniu lokalnych dróg, w głębi wsi. Jest to prostokątna budowla, której flankowana dwiema lizenami fasada nakryta jest dwuspadowym dachem. Ponad nim znajduje się zwieńczony krzyżem hełm wieżyczki.